# Leone Proserpio
Leone Proserpio SJ (* 8. Mai 1878 in Alba, Provinz Cuneo; † 8. September 1945) war ein italienischer Ordensgeistlicher und römisch-katholischer Bischof von Calicut.

## Leben
Leone Proserpio trat der Ordensgemeinschaft der Jesuiten bei und empfing am 26. Oktober 1910 das Sakrament der Priesterweihe.
Am 2. Dezember 1937 ernannte ihn Papst Pius XI. zum Bischof von Calicut. Der Erzbischof von Bombay, Thomas Roberts SJ, spendete ihm am 13. März 1938 die Bischofsweihe; Mitkonsekratoren waren der Bischof von Mangalore, Vittore Rosario Fernandes, und der Bischof von Trichur, Francis Vazhapilly.